# فكتور لوستيج
فيكتور لوستج (4 يناير 1890 - 11 مارس 1947) عرف باحترافه عمليات النصب فهو معروف ب "الرجل الذي باع برج إيفل"

## حياته
ولد فيكتور لوستج في بوهيميا، ولكن اتجه بعدها إلى الجنوب. كان رجل نصب ساحر ويتكلم لغات عديدة بطلاقة. أسس نفسه بأعمال نصب عبر المحيط متنقلا بين نيويورك وباريس.
أول عملية نصب للوستج تضمنت ماكينة طباعة النقود. كان يعرض إمكانية الصندوق الصغير إلى الزبائن بينما يقول للزبائن طوال الوقت ان الجهاز يتمكن من نسخ 100 دولار في ستة ساعات. الزبون عندما يرى الأرباح الهائلة، يشترى الجهاز بثمن مرتفع، غالبا فوق الثلاثين ألف دولار. وبعد ذلك بإثنا عشر ساعة تنتج الماكينة مئتا دولار وبعدها تنتج ورق أبيض فقط وذلك لنفاذ مخزون الاوراق ذات المئة دولار وعندما يلاحظ الزبون ذلك يكون لوستج قد هرب.

## عملية بيع برج ايفل
في عام 1925, بعد خروج فرنسا من الحرب العالمية الأولى وبعد قذف باريس، كانت بيئة مثالية من اجل عمليات النصب، جائت أكبر عملية نصب للوستج جائت له في يوم ربيع عندما كان يقرأ صحيفة. كانت هناك مقالة تناقش مشاكل المدينة من اجل إصلاح برج ايفل. حتى من اجل طلائه كان عمل مكلف، والبرج كان يتجه إلى السقوط. رأى لوستج الإمكانيات خلف هذه المقالة وطور مخطط جهنمى.
كان لوستج يملك بطاقة عمل مزيفة للعمل مع الحكومة وو دعا ستة من تجار المعادن إلى اجتماع سرى في فندق كريلون، واحد من فنادق باريس العتيقة الرفيعة المستوى. هناك، قدم لوستج نفسه على انه نائب مدير عام وزارة البريد والتلغراف. وشرح انهم تم اختيارهم على أساس سمعتهم الجيدة كرجال اعمل امناء وبعدها اسقط القنبلة.
اخبر لوستج المجموعة أن عملية صيانة برج ايفل كانت عملية فاشلة للغاية وانه سوف يتم إلغاء العملية ويتم بيع البرج للنفايات. استمر لوستج في قوله انه بسبب الضجة العامة المعتادة فإنهم حافظوا على سرية الموضوع. وقال لوستج انه وقع عليه الاختيار لكى يختار التاجر الذي سوف يتعامل معه بخصوص العملية. الفكرة لم تكن غير قابلة للتصديق في عام 1925 كما هي اليوم. تم بناء برج ايفل في باريس عام 1889, ولم يكن دائم. وتم نقله لمكان اخر في عام 1909. لم يناسب باقى الاثار العظيمة مثل الكاثدرائيات القوطية أو ارك دي تريوف، وفي ذلك الوقت، كان في حالة سيئة بالفعل.
أخذ لوستج الرجال إلى البرج في ليموزين مستأجرة من اجل جولة تفتيشية. وذلك اعطى لوستج الفرصة لمعرفة من فيهم الأكثر حماسا للموضوع. سأل لوستج عن العروض لكى يتم تقديمها في اليوم التالى، واخبره بأن يبقوا على الامر سرا. في الحقيقة، لوستج كان يعلم انه سيقبل بالعرض من تاجر واحد، اندري بويسون. بويسون كان غير آمن وكان يشعر بأنه غير متواجد في دوائر الحياة الباريسية الداخلية، لذلك فقد اعتقد ان شراء برج ايفل سوف يضعه في وجه الشهرة.
و لكن شكت زوجة بوسيون في الامر وتسائلت عن هذا الموظف ولماذا يجب أن يبقى كل شيء سريا ولماذا يجب أنجاز كل شيء بسرعة. ولكى يتم التعامل مع شكها هذا، اعد لوستج لمقابلة أخرى. كوزير محافظ، قال لوستنج انه لم يملك بالقدر الكافى من النقود لكى يعيش في مستوى معيشة عالى، ولجأ إلى طرق أخرى من اجل تزويد دخله. هذا كان معناه ان التعامل معه يحتاج إلى تقدير معين. فهم بويسون الموقف في الحال. كان يتعامل مع موظف حكومة فاسد دخل في طريق الرشوة. وهذا وضع عقل بويسون في اجازة، لانه كان يعلم كيف يتعامل مع هذا النوع وليس عنده مشاكل من العامل مع هولاء النوعية من الاشخاص.
على هذا الأساس لم يتلق لوستج اموال شراء برج ايفل ولكنه حصل على اموال رشوة أيضا. لوستنج وسكرتيره الشخصى، رجل نصاب أمريكي يدعى دان كولينز، اخذوا قطار إلى فينا ومعهم حقيبة مليئة بالنقود.
من العجائب، انه لم يحدث شيئا. وجد بويسون من الاذلال ان يشتكى للبوليس. وبعدها بشهر، رجع لوستج إلى باريس، مختارا ست تجار اخرين، وحاول أن يبيعم البرج مرة أخرى. ولكن هذه المرة ذهبت الضحية المختارة إلى البوليس قبل أن يتمكن لوستج من اتمام الصفقة، ولكن تمكن لوستج وكولينز من الهرب.

## السنوات الأخيرة

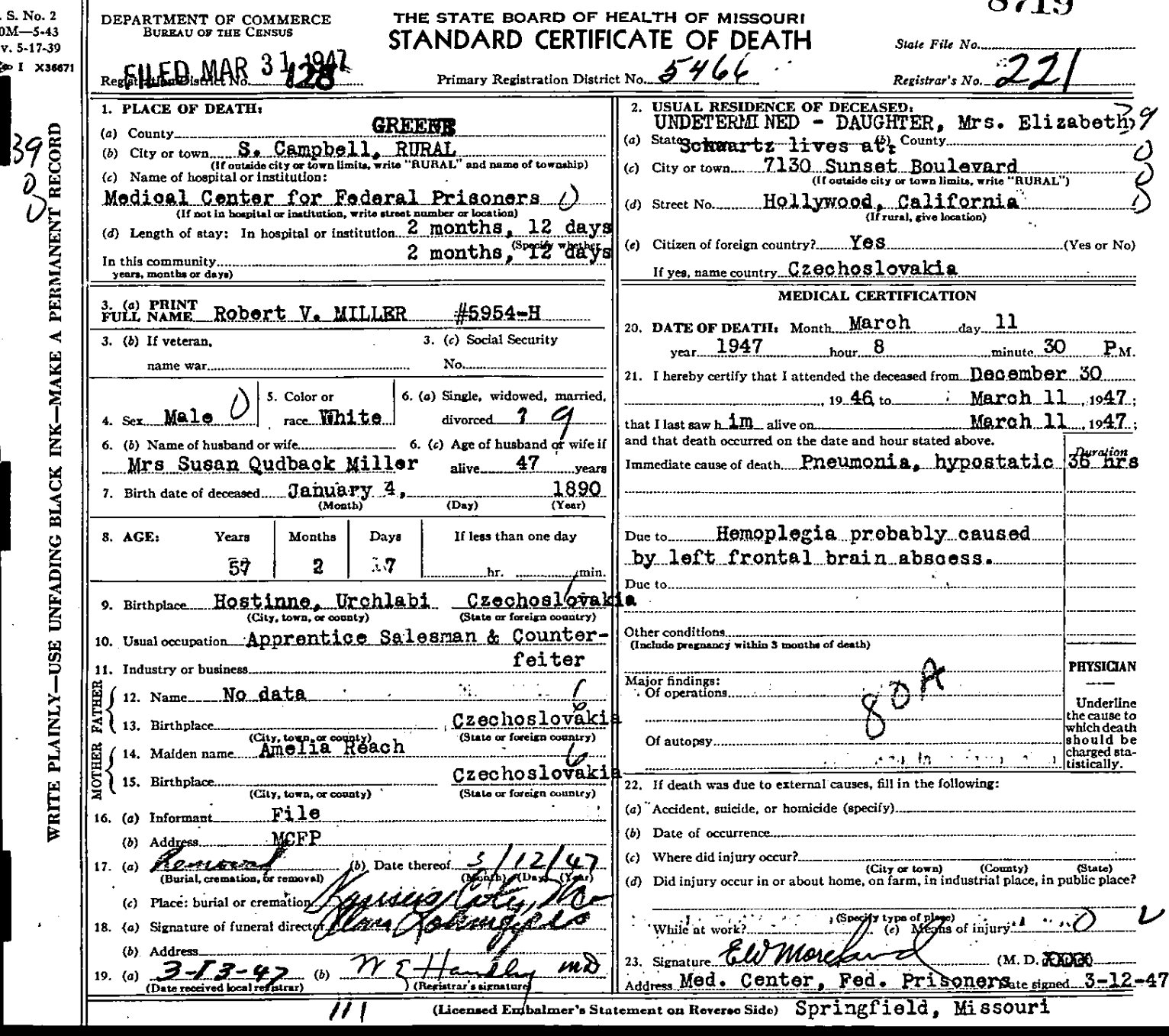
شهادة وفاة المحتال فيكتور لوستيج

بعدها، اقنع لوستج ال كابونى بأن يستثمر 50 الف دولار في صفقة اسهم. احتفظ لوستج بأموال ال نفسه في صندوق لمدة شهرين، وبعدها رجعهم إليه، مدعيا ان الصفقة قد فشلت. اعجابا بشهامة لوستج اعطى كابون لوستنج 5 الالاف دولار.
بالطبع هناك أيضا من تجنوا ارباح من بيع المعالم السياحية، في بداية العشرينات من القرن العشرين نافس لوستج الاسكتلندى لرثر فورجسون.
في عام 1934 تم القاء القبض على لوستج من قبل العملاء الفيدراليون بتهمة التزييف. في اليوم قبل المحاكمة، تمكن من الهرب من البيت الفيدرالى في نيوورك، ولكن تم اعتقاله مرة أخرى بعدها ب27 يوما في بيتسبرج. تم اقرار ان لوستج مذنب وحكم عليه بعشرين سنة سجن في الكارتاز. في التاسع من مارس عام 1947 تقلصت رئته ومات بعدها بيومان في المركز الصحى الفيدرالى للسجناء في سبرينجيفيلد، ميسورى.